# Конвой Палау – Рабаул (18.06.43 — 25.06.43)
Конвой Палау — Рабаул (18.06.43 — 25.06.43) — японський конвой часів Другої світової війни, проведення якого відбувалось у червні 1943-го.
Місцем призначення конвою був Рабаул — головна база японців у архіпелазі Бісмарка, з якої вони провадили операції на Соломонових островах та сході Нової Гвінеї. Вихідним пунктом при цьому став важливий транспортний хаб японців Палау в західній частині Каролінських островів.
До складу конвою увійшли транспорти «Хібі-Мару» (перевозило 3 тисячі індійських військовополонених), «Мацує-Мару» (Matsue Maru), «Тага-Мару» та «Сінто-Мару № 1» (Shinto Maru No. 1). Охорону забезпечували мисливці за підводними човнами CH-24 та CH-38.
18 червня 1943-го судна вийшли з Палау та попрямували на південний схід. Ворожа авіація ще не атакувала комунікації до архіпелагу Бісмарка, проте на них традиційно патрулювали підводні човни. Втім, цього разу конвой зміг пройти без втрат та 25 червня прибув до Рабаулу.